# Maki Szeiicsiró
Maki Szeiicsiró (Uki, 1980. augusztus 7. –) japán válogatott labdarúgó.
A japán válogatott tagjaként részt vett a 2006-os világbajnokságon.

## Statisztika
| Japán válogatott | Japán válogatott | Japán válogatott |
| Időszak          | Mérk.            | gól              |
| ---------------- | ---------------- | ---------------- |
| 2005             | 3                | 0                |
| 2006             | 14               | 3                |
| 2007             | 9                | 4                |
| 2008             | 9                | 1                |
| 2009             | 3                | 0                |
| Összesen         | 38               | 8                |